# Hirasa scripturaria
Hirasa scripturaria är en fjärilsart som beskrevs av Walker 1866. Hirasa scripturaria ingår i släktet Hirasa och familjen mätare. Inga underarter finns listade i Catalogue of Life.